# Hallwang
Hallwang è un comune austriaco di 3 975 abitanti nel distretto di Salzburg-Umgebung, nel Salisburghese. Nel 1939 dal territorio del comune è stato scorporato il comune catastale di Hallwang II, assegnato alla città di Salisburgo.

## Monumenti e luoghi d'interesse
- Castello di Söllheim